# 李旻 (成化甲辰進士)
李旻（1445年—1509年5月18日），字子阳，号东崖。浙江錢塘縣（今浙江杭州市）人。明朝政治人物。成化年間先後中式解元、狀元，授翰林院修撰，正德間官至南京吏部侍郎。

## 生平
生于正统十年（1445年），成化十六年（1480年）庚子科浙江鄉試第一名舉人，成化二十年（1484年）甲辰科一甲一名進士（状元）。授翰林院修撰。弘治改元，充經筵講官。升左春坊左諭德。簡侍東宮講讀。升南京太常寺少卿，不久以本官署南京國子監事。
正德元年（1506年），召修《孝宗實錄》，改太常寺少卿兼翰林院侍讀，仍充講官。正德二年（1507年），奉命授庶吉士業，隨即升太常寺卿管國子監事。升南京吏部右侍郎。正德四年（1509年）升左侍郎，不久卒，賜祭葬。

## 佚事
《湧幢小品》載其參加鄉試之前友人作詞為讖之事。